# Plagiostenopterina goodi
Plagiostenopterina goodi är en tvåvingeart som beskrevs av Steyskal 1963. Plagiostenopterina goodi ingår i släktet Plagiostenopterina och familjen bredmunsflugor. Inga underarter finns listade i Catalogue of Life.